# Jennifer Sky
Jennifer Sky (* 13. Oktober 1976 als Jennifer Danielle Wacha in Palm Beach, Florida) ist eine US-amerikanische Schauspielerin.

## Leben
Jennifer Sky ist in Jensen Beach, Florida, aufgewachsen und zog mit 17 Jahren nach New York City, um Schauspielunterricht zu nehmen. Sie ist überwiegend als Gastdarstellerin in Fernsehserien zu sehen.
Sie war von 2004 bis 2009 mit dem Leadsänger der Band The Calling, Alex Band, verheiratet.

## Karriere
1994 hatte Sky in der US-amerikanischen Sitcom Emerald Cove als Lisa Foxworth ihren ersten Auftritt vor der Kamera. 1996 spielte sie in einer Nebenrolle in dem Fernsehfilm Our Son, the Matchmaker mit. 1997 stand sie als Heidi Barrie in einer Episode der Serie Buffy – Im Bann der Dämonen vor der Kamera, anschließend folgten Serienauftritte in Pacific Blue – Die Strandpolizei, General Hospital und Sins of the City. 1999 verkörperte Sky in sechs Episoden der Serie Xena die Kriegerin Amarice.
In der von Sam Raimi produzierten Serie Cleopatra 2525 verkörperte sie neben Gina Torres und Victoria Pratt in 28 Episoden die Titelfigur Cleopatra („Cleo“). Die Serie lief von 2000 bis 2001 und wurde nach der zweiten Staffel eingestellt. 2001 stand sie neben Daniel von Bargen in Trigger Happy vor der Kamera, in der Komödie Schwer verliebt ist sie neben Gwyneth Paltrow und Jack Black als eine der gutaussehenden Tänzerinnen eines Nachtclubs zu sehen.
2002 sah man sie in Shop Club als Tina und in dem Horrorfilm Unsichtbare Augen als Charlie in einer Nebenrolle. Danach folgten Auftritte in den Serien Boomtown in einer Doppelrolle als Zwillingsschwestern, CSI: Den Tätern auf der Spur als Matilda und in der an Miami Vice angelegten Serie Fastlane ist sie in zwei Folgen als Cassidy zu sehen.
In der letzten Episode Die letzte Party der Krimiserie Columbo (Erstausstrahlung: Januar 2003), spielte sie die Freundin eines Clubbesitzers, dargestellt von Matthew Rhys. Es folgten Gastauftritte in Charmed und L. A. Dragnet wie auch eine kleine Rolle in dem Film Fish Without a Bicycle (2003).
Sie wurde von den Lesern der US-Zeitschrift Maxim im Jahr 2003 unter den Hot 100 Women auf Platz 90 gewählt.
Im Jahr darauf verkörperte sie in Never Die Alone von Regisseur Ernest R. Dickerson die schöne Jane, neben DMX, der in eine Hauptrolle spielte. 2005 verkörperte sie in der Matrix- und Fight-Club-Parodie The Helix… Loaded Lola, die Sekretärin. Außerdem war sie in zwei Episoden der Fernsehserie CSI: Miami zu sehen. Anschließend folgten Auftritte in der Direct-to-Video-Komödie Meet Market (2008) und dem Drama Somewhere (2010) von Sofia Coppola, wobei dort ihr Name im Abspann nicht erwähnt wurde.

## Filmografie (Auswahl)
- 1994: SeaQuest DSV (Fernsehserie, eine Folge)
- 1996: Buffy – Im Bann der Dämonen (Buffy the Vampire Slayer, Fernsehserie, eine Folge)
- 1996: Mutter mit Fünfzehn (Our Son, the Matchmaker, Fernsehfilm)
- 1997–1998: General Hospital (Fernsehserie)
- 1999: Xena – Die Kriegerprinzessin (Xena: Warrior Princess, Fernsehserie, 6 Folgen)
- 2000–2001: Cleopatra 2525 (Fernsehserie, 28 Folgen)
- 2001: Schwer verliebt (Shallow Hal)
- 2002: CSI: Den Tätern auf der Spur (CSI: Crime Scene Investigation, Fernsehserie, eine Folge)
- 2002–2003: Fastlane (Fernsehserie, 2 Folgen)
- 2002: Unsichtbare Augen (My Little Eye)
- 2003: Columbo: Die letzte Party (Columbo Likes the Nightlife, Fernsehreihe)
- 2003: Charmed – Zauberhafte Hexen (Charmed, Fernsehserie, eine Folge)
- 2004–2005: CSI: Miami (Fernsehserie, 2 Folgen)
- 2005: The Helix…Loaded
- 2008: Meet Market
- 2010: Somewhere